# 선구자
〈선구자〉(先驅者)는 윤해영 작시, 조두남 작곡의 가곡이다.
조두남이 술회하기로는, 그가 북간도에 머물 때에 함경도 사람 윤해영의 요청을 1933년에 받았고, 한참 뒤에 조두남이 이 곡을 작곡했다. 가사는 《용정의 노래》라는 제목이 붙어 있었으며, 내용은 룽징을 배경으로 한다. 제2절과 제3절의 내용은 추후에 변경되었다.
2000년대 들어와 작사자 윤해영과 작곡자 조두남의 친일행적이 재조명되면서, 가사 중의 선구자는 독립군이 아닌 만주국의 일꾼이라는 논란이 있다. 반대로 윤해영은 친일 시인이 아니라는 주장도 있다.

## 가사
일송정 푸른솔은 늙어 늙어 갔어도

한줄기 해란강은 천년두고 흐른다

지난날 강가에서 말 달리던 선구자

지금은 어느 곳에 거친 꿈이 깊었나

용두레 우물가에 밤새 소리 들릴때

뜻깊은 용문교에 달빛 고이 비친다

이역 하늘 바라보며 활을 쏘는 선구자

지금은 어느 곳에 거친 꿈이 깊었나

용주사 저녁종이 비암산(ja)에 울릴때

사나이 굳은 마음 길이 새겨 두었네

조국을 찾겠노라 맹세하던 선구자

지금은 어느 곳에 거친 꿈이 깊었나

## 내용
윤해영 작사, 조두남 작곡인 이'선구자'는 한국인들이 한때 매우 선호하는 가곡으로 뽑혔다. 1960년대에 이 노래가 각광을 받자 조두남은 회고하기를, 자신이 20세 무렵이던 1933년 (1932년이라는 등 작곡 시기에 관한 의문도 있음), 북간도 (룽징)의 여관에 머물고 있을 적에, 어떤 동포 청년이 은밀히 찾아와 자신은 독립운동 하는 밀사라 하면서 시 한편을 건네왔다 했다. 한참 뒤에 조두남이 곡을 붙였고, 그 뒤 그 청년은 독립운동 전선에서 희생됐는지 소식이 끊겼다는 것이다. 곡조가 워낙 장중한데다가 조국을 위해 한 몸을 던진 독립투사와의 만남을 묘사하기도 하여 국민의 사랑을 받았고 특히 1970년 ~ 1980년대 학생운동과 민주화 운동시기 때 자주 애창되었다.